# Statens Administration
Statens Administration er en styrelse under Finansministeriet, som blev stiftet d. 20. januar 2011 ved en udspaltning fra Økonomistyrelsen.
Styrelsen har til formål dels at hjælpe med effektiviseringer og optimering af administrative opgaver i den statslige administration og dels at understøtte styrelsens regnskabskunder, herunder statens institutioner, i deres regnskabsarbejde.
I forbindelse med regeringens plan om udflytning af statslige arbejdspladser i 2015, flyttede Statens Administration fra Landgreven i København, til den nu nedlagte kaserne i Hjørring.
Statens Administration har været en af statens førende indenfor automatisering af administrative processer, ved indførelse af robotteknologi.
I september 2020 blev det meddelt, at Statens Administration skulle skære omkring 8% af medarbejderstyrken, blandt andet på baggrund af indførelsen af robotteknologi.